# Principles of Mathematical Logic
"Principles of Mathematical Logic" é a tradução  Americana de 1950  da segunda edição de 1938 do clássico texto de David Hilbert e Wilhelm Ackermann, Grundzüge der theoretischen Logik, sobre lógica matemática elementar. A primeira de edição de 1928 é o primeiro texto elementar claramente embasado no formalismo agora conhecido como lógica de primeira-ordem. Hilbert e Ackermann também formalizaram a lógica de primeira-ordem de forma que posteriormente atingiu um status de canônico. A lógica de primeira-ordem está no centro do formalismo da lógica matemática, e é pressuposta por muitas abordagens contemporâneas da aritmética de Peano e quase todas as abordagens da teoria axiomática de conjuntos.
A edição de 1928 inclui uma declaração clara do Entscheidungsproblem (Problema de decisão) para a lógica de primeira-ordem, e também pergunta se a lógica é Completa(i.e., se todas as verdades semânticas da lógica de primeira-ordem são teoremas derivados dos axiomas e regras da lógica de primeira-ordem). O primeiro problema recebeu uma resposta negativa por Alonzo Church em 1936. O segundo recebeu uma resposta positiva por Kurt Gödel em 1929.
O texto também tocou nas áreas de teoria dos conjuntos e álgebra relacional como forma de ir além da lógica de primeira-ordem. A notação contemporânea da lógica deve mais a este texto do que à notação de Principia Mathematica, muito popular no mundo da língua inglesa.